# Утицких, Алевтина Сергеевна
Алевтина Сергеевна Утицких (14 июля 1988) — российская футболистка, защитница украинского клуба «Жилстрой-1». Выступала за сборную России. Мастер спорта России (2016).

## Биография
Воспитанница воронежского футбола. На взрослом уровне начала играть в команде «Чайка» (Усмань), позднее выступала за «Приалит» (Реутов).
С 2007 по 2016 годы выступала за клуб «Рязань-ВДВ», сыграла более 116 матчей в высшей лиге России. Становилась чемпионкой (2013) и обладательницей Кубка России (2014).
С 2017 года выступает за украинский клуб «Жилстрой-1» (Харьков). Чемпионка Украины (2017/18), серебряный призёр чемпионата (2017), обладательница Кубка Украины (2017/18).
В 2012 году выступала за сборную России, дебютный матч сыграла 24 февраля 2012 года против Финляндии. Всего приняла участие в пяти матчах.